# Speak Now (Taylor's Version)
Speak Now (Taylor's Version) és el tercer àlbum d'estudi regravat de la cantant i compositora estatunidenca Taylor Swift, previst per al 7 de juliol de 2023.
La cantant en va anunciar el llançament el 5 de maig de 2023 a Nashville durant un concert de la seva gira musical The Eras Tour.
És una regravació del seu tercer àlbum d'estudi Speak Now, de l'octubre del 2010, que segueix l'exemple de Fearless (Taylor's Version) i Red (Taylor's Version). Això constitueix el reclam de Swift de la seva música, atès que el 2019 la discogràfica Big Machine Records va vendre els seus sis primers discs a Scooter Braun sense el seu vistiplau. Així doncs, la nova versió de Speak Now serà publicada pel segell Republic Records.